# آن ويلي
آن وايلي (بالإنجليزية: Anne Wyllie) هي عالمة أحياء دقيقة نيوزيلندية، وهي باحثة في جامعة ييل ومعروفة بتطوير اختبار لعاب دقيق للكشف عن كوفيد-19، يُعرف باسم "SalivaDirect".

## التعليم
نشأت وايلي في نيوزيلندا. حصلت على شهادة الدكتوراه من جامعة أوتريخت في هولندا، حيث ركز بحثها على البكتيريا المسببة للالتهاب الرئوي بين السكان الأصحاء.

## المسيرة المهنية
بعد الانتهاء من دراستها، انضمت وايلي إلى كلية الصحة العامة في جامعة ييل، حيث تابعت أبحاثها في علم الأحياء الدقيقة للصحة العامة. في بداية جائحة كوفيد-19، طورت وايلي وزملاؤها طريقة فعالة وغير مكلفة لاختبار فيروس كورونا باستخدام عينات اللعاب بدلاً من المسحات الأنفية، وقد عُرف هذا الاختبار باسم "SalivaDirect".
تم تطوير الاختبار بالتعاون مع الرابطة الوطنية لكرة السلة الأمريكية (NBA) لاستخدامه في اختبار اللاعبين والموظفين خلال الجائحة. وقد حصلت طريقة "SalivaDirect" على تصريح الاستخدام الطارئ من إدارة الغذاء والدواء الأمريكية (FDA) في أغسطس 2020.

## الجوائز والتقدير
أشادت العديد من الجهات الطبية والصحية بالجهود التي بذلتها وايلي وفريقها في جعل اختبار كوفيد-19 أكثر سهولة وأقل تكلفة، مما ساهم في توسيع نطاق الفحص.